# 千早 (通報艦)
千早（ちはや）は、日本海軍の水雷砲艦 (または通報艦) 。
艦名は名勝旧跡の名で、金剛山中腹にあった「千早城」による。
片桐大自はその著書で、歌枕の「千早振る」も艦名の由来であろう、としている。
この名を持つ日本海軍の艦船としては運送船「千早号」に続いて2隻目。

## 艦型

### 機関
ボイラーはノルマン式缶4基、
フランスのノルマン社で製造された。
蒸気圧力は215 psi (15.1 kg/cm2)。
主機は横須賀で製造された。
気筒の直径は高圧27 in (686 mm)、中圧40+5⁄8 in (1,032 mm)、低圧60 in (1,524 mm)、行程は27 in (686 mm)。
推進は2軸、
外回り、回転数は計画で220rpm。

### 兵装
大体要領時の計画では以下の通り。
- 12センチ速射砲 2門 : 弾薬は1門当たり実弾200発、空砲20発。
- 12ポンド速射砲 4門 : 弾薬は1門当たり実弾300発、空砲20発。
- 14 in (35.6 cm)魚雷発射管 2門
- 探照灯 2基

### 主要要目
1928年 (昭和3年) 時の公表値は以下の通り。
- 基準排水量 : 1,133ロングトン (1,151 t)
- 常備排水量 : 1,263ロングトン (1,283 t)
- 長さ : 83.19 m
- 幅 : 9.63 m
- 吃水 : 3.35 m
- 乗員 : 183名

### 公試成績
『帝国海軍機関史』には回転数222.3rpm、出力6,016馬力の記述がある。

## 艦歴
1895年 (明治28年) 11月25日、大体要領に基づき水雷砲艦の詳細設計を行うよう、横須賀にあて訓令が出された。
1897年 (明治30年) 6月12日に製造の訓令が出された。
この時点での船体・機関・備品・進水式の予算は明治30年度から明治33年度の4年間で合計816,488円だった。
同年10月18日付で第一号水雷砲艦は千早と命名された
1898年 (明治31年) 
3月21日、日本海軍は軍艦と水雷艇の類別・等級を新たに制定し、「千早」は通報艦に類別された。
5月7日に「千早」は横須賀海軍造船廠で起工。
1900年 (明治33年) 5月26日に進水式が行われた。
進水式には明治天皇が行幸、
「千早」は午後2時30分に進水した。
「千早」の竣工は1901年 (明治34年) 3月31日までの予定だったが、購入した蒸気用鉛管が検査で不合格になり代品の納入が遅れるなどして、工事が約1カ月程度遅れた。
また6月に船体が破損し外板の交換するなどで更に竣工が遅れ、
結局「千早」の竣工は同年9月9日になった。
日露戦争に際しては、旅順攻略作戦、蔚山沖海戦、日本海海戦等に参加。
日本海海戦では第二戦隊に所属し、漂流する敵旗艦「Knaiz Suvarov」に魚雷を命中させた。
1901年「軍艦千早同三笠ヘ勅諭下付セラル」の記録が残る。
1912年 (大正元年) 8月28日、艦艇の類別・等級が変更され (通報艦の類別は廃止) 、「千早」は一等砲艦に類別が変更された。
1913年 (大正2年) 3月まで、大修理(大改造)を施行した。
第一次世界大戦では、1916年、南洋諸島警備に従事した。1918年から1923年にかけて、シベリア出兵に伴い沿海州沿岸の警備に従事した。
1928年 (昭和3年) 5月から10月にかけて横須賀工廠で練習艦設備の工事を実施し、
9月1日に除籍、
艦艇類別等級表からも削除され、
雑役船に編入、船種を練習船とし海軍兵学校の所属となった。
1939年 (昭和14年) に練習船の任務を「阿多田」に引き継ぎ、
7月25日に廃船。
船体は終戦まで呉港外の倉橋島大浦崎付近に残存していた。

## 艦長
※『日本海軍史』第9巻・第10巻の「将官履歴」及び『官報』に基づく。階級は就任時のもの。
- 志賀直蔵 中佐：1901年2月14日 - 1902年8月20日死去
- 松村直臣 中佐：1902年8月22日 - 1903年7月7日
- 福井正義 中佐：1903年9月26日 - 1905年1月7日
- 石田一郎 中佐：1905年1月7日 - 5月8日
- 江口麟六 中佐：1905年5月8日 - 12月12日
- 築山清智 中佐：1905年12月12日 - 1906年4月1日
- 岩村団次郎 中佐：1907年2月28日 - 1908年2月20日
- 高木七太郎 中佐：1908年2月20日 - 12月10日
- 舟越楫四郎 中佐：1908年12月10日 - 1909年10月11日
- 片岡栄太郎 中佐：1909年10月11日 - 1910年3月19日
- 山岡豊一 中佐：1910年3月19日 - 12月1日
- 南里団一 中佐：1910年12月1日 - 1911年12月1日
- 井原頼一 中佐：1911年12月1日 - 1912年3月9日
- 石川長恒 中佐：1912年3月9日 - 12月1日
- 白石直介 中佐：1912年12月1日 - 1913年12月1日
- 伊集院兼誠 中佐：1913年12月1日 -
- 花房太郎 中佐：1915年12月13日 - 1916年12月1日
- 福田一郎 中佐：1916年12月1日 - 1917年12月1日
- 横地錠二 中佐：1918年2月12日 - 12月1日
- 原敢二郎 中佐：1918年12月1日 - 1919年6月4日
- 坂元貞二 中佐：1919年6月4日 - 11月3日
- 広沢恒  中佐：1919年11月3日[35] -
- 成沢美水 中佐：1920年12月1日[36] - 1921年7月25日[37]
- 今橋重良 中佐：1921年7月25日[37] -
- （兼）栗原祐治 中佐：1921年12月1日[38] - 1922年3月15日[39]
- 枝原百合一 中佐：1922年3月15日 - 11月20日
- （兼）小森吉助 中佐：1922年11月20日 - 12月1日
- 中原市介 中佐：1922年12月1日[40] - 1923年11月20日[41]
- 井上繁則 中佐：1923年11月20日[41] - 1924年12月1日[42]
- （兼）梅田文鹿 中佐：1924年12月1日[42] - 1925年1月15日[43]